# Macrostemum bouvieri
Macrostemum bouvieri är en nattsländeart som först beskrevs av Luisa Eugenia Navas 1923.  Macrostemum bouvieri ingår i släktet Macrostemum och familjen ryssjenattsländor. Inga underarter finns listade i Catalogue of Life.